# アラスカ準州

アラスカ準州
Territory of Alaska (英語)

アラスカ準州の地図

アラスカ準州（アラスカじゅんしゅう、英: Territory of Alaska）は、1912年から1959年まで存在した、アメリカ合衆国の自治的領域である。この準州がアラスカ州になった。

## 歴史
1899年の刑法の成立、その他の中でも酒税が連邦議会におけるアラスカ人代表の叫びを高め、アラスカがアメリカ合衆国の自治的領域になることになった1912年8月24日にその議論がやっと終わった。
1912年の「第二次基本法」でアラスカ地区(District of Alaska)は「アラスカ準州」に名前を変えた。1916年までにその人口は58,000人に達した。連邦議会に派遣されていたアラスカの代議員ジェイムズ・ウィッカーシャムはアラスカを州に昇格させる最初の法案を提出したが、アラスカの住民の関心を引かなかったために失敗した。1923年にウォレン・ハーディング大統領がアラスカを訪れたことですら州昇格に関する広い関心を生まなかった。第二次基本法の規定では、アラスカは四つの地域に分割されていた。州都ジュノーを抱える最も人口が多い地域は、他の三つの地域から分離して州になれるのではないかと考えていた。52もの連邦機関があるこの地域にとって、統治運営の方法は大問題だった。
1920年ジョーンズ法（商船法）により、星条旗を掲げる船舶は合衆国で建造し、合衆国民が所有し、合衆国の法律の下で文書を作成（登録）することが義務付けられた。そのためアラスカと外部とを結ぶ物流は、外へ出す前にアメリカの船舶でシアトルまで運ばれる必要があり、アラスカはシアトルのあるワシントン州への依存を強いられた。合衆国最高裁判所の下した判断は、アラスカは準州に過ぎないから憲法に定めるところの「州は他の州の商行為を支配すべきではない」との条項は適用されないというものだった。この状況を利用してシアトルの海運会社は船賃を吊り上げた。
世界恐慌によって当時のアラスカ経済の生命線である水産物と銅の価格は下落した。賃金は下がり就労者の数は半数以下になった。1935年、大統領フランクリン・ルーズベルトは農業地域に住む国民のための出直し案として、アラスカのマタヌスカ＝スシトナ渓谷に移住して農業で自給自足させればいいと考えた。アラスカが自分たちの州と気候が似ていて開拓者生活に耐えられると考えた、ミシガン州、ウィスコンシン州、ミネソタ州といった北部の州からの移住者が多くやってきた。コンゴ生活向上協会連合は、準州なら十分な参政権を与えられると言って、大統領にアフリカ系アメリカ人400人をアラスカに移住させて欲しいと頼んだが、人種的偏見と北部州からの移住者のみが適応できる開拓者になるというに思い込みによって訴えは拒絶された。
アラスカの探検と移民は飛行機の発展なしにはありえなかっただろう。飛行機によって移住者の州内陸への流入を可能にし、州内での人とモノの迅速な移動を可能にした。しかし、アラスカ特有の悪天候のためと人口あたりのパイロットの数が多いことから、州全域に1700以上もの航空機事故発生地が散在している。また、多くの事故は第二次世界大戦と冷戦中におけるアラスカの軍事力強化にその原因を辿ることができる。
第二次世界大戦におけるアラスカの参加は非常な重要性があった。1942年6月から1943年8月まで、アリューシャン方面の戦いで日本軍はアリューシャン列島を伝って合衆国を攻撃しようとした。1812年の米英戦争以来、合衆国の土を踏んだ外国の軍隊は2度目であり、1度目は1941年12月のグァム島であり、やはり日本軍によってだった。日本軍は最終的に34,000名の軍隊によってアリューシャン列島から撃退された。
最後はアメリカ合衆国政府がこの地の大きな可能性を認識するようになり、1959年1月3日、アラスカは合衆国49番目に州に昇格した。同時に州昇格を目指しており、共和党支持を考えていたハワイ州とは対照的に、アラスカが連邦議会に民主党員を選ぶのではないかという全国共和党党員の心配のために多少の遅れがあった。近年、これらの予測は両州とも反対の結果に変わって来た。